# Frédéric Bastiat
Claude Frédéric Bastiat (Baiona, 29 de junho de 1801 — Roma, 24 de dezembro de 1850) foi um economista e jornalista francês. A maior parte de sua obra foi escrita durante os anos que antecederam e que imediatamente sucederam a Revolução de 1848. Nessa época, eram grandes as discussões em torno do socialismo, para o qual a França pendia fortemente. Como deputado, teve a oportunidade de se opor vivamente às ideias socialistas, fazendo-o através de seus escritos, vazados em estilo cheio de humor e sátira.
Entre os economistas franceses, Frédéric Bastiat ocupa um lugar de destaque. Sua obra completa se compõe de sete volumes. Um princípio domina sua obra: A lei deve proteger o indivíduo, a liberdade e a propriedade privada. É desta forma que Bastiat analisa o funcionamento do Estado, esta "grande ficção através da qual todos se esforçam para viver às custas dos demais". Para ele, protecionismo, intervencionismo e socialismo são as três forças de perversão da lei.
Ao tomar conhecimento da campanha desenvolvida por Cobden e sua liga na Inglaterra, escreve um artigo, publicado no Journal des Économistes, no qual elogia os méritos do livre mercado. O sucesso é imediato. Bastiat vai a Paris e durante os sete anos que lhe restaram de vida se consagra incansavelmente a defender a causa que abraçara. Em 1848, é eleito para a Assembleia Constituinte e, depois, para a Assembleia Legislativa.

## Biografia
Bastiat nasceu na cidade de Baiona, região da Aquitânia, França. Aos nove anos de idade, se tornou órfão e foi morar sob custódia de seus avós paternos. Aos 17, ele deixou a escola para se envolver nos negócios de sua família, trabalhando como exportador. Aos 25, com a morte de seu avô, Bastiat herdou os bens de sua família e dali para frente iniciou sua carreira de inquérito teórico. Seu interesse intelectual incluía: filosofia, política, historia, religião, poesia, e economia.
Em 1844, iniciou a carreira pública como economista, mas não durou mais que seis anos com sua morte em 1850. Bastiat foi vítima de uma tuberculose, que foi provavelmente contraída em uma de suas viagens na França em que promovia seus pensamentos. Bastiat morreu em Roma na véspera do natal de 1850.

## Pensamento
O pensamento de Frédéric Bastiat é fortemente liberal e intimamente associado à defesa da liberdade do indivíduo contra toda espécie de autoridade, especialmente a estatal, conforme se verifica no trechos abaixo de sua obra "A Lei":
| “ | Isto deve ser dito: há no mundo excesso de grandes homens. Há legisladores demais, organizadores, fundadores de sociedades, condutores de povos, pais de nações, etc. Gente demais se coloca acima da humanidade para regê-la, gente demais para se ocupar dela. | ” |

| “ | Parece-me que tenho a meu favor a teoria, pois qualquer que seja o assunto em discussão, quer religioso, filosófico, político, econômico, quer se trate de prosperidade, moralidade, igualdade, direito, justiça, progresso, trabalho, cooperação, propriedade, comércio, capital, salários, impostos, população, finanças ou governo, em qualquer parte do horizonte científico em que eu coloque o ponto de partida de minhas investigações, invariavelmente chego ao seguinte: a solução para problemas sociais humanos está na liberdade. | ” |

Bastiat afirmou que o único propósito do governo é proteger o direito de um indivíduo a vida, liberdade e propriedade, e que é perigoso e moralmente errado para o governo interferir em outros assuntos individuais. A partir disso, Bastiat concluiu que a lei não pode defender a vida, a liberdade e a propriedade se ela promove a “espoliação legal”, que ele definiu como o uso da força e das leis governamentais para tirar algo de uma indivíduo e dá-lo para outros (em oposição a transferência de propriedade via contratos mutualmente-aceitos, sem uso de fraude nem ameaças violentas contra a outra parte, o que Bastiat considerou uma legítima transferência de propriedade). 
Em A Lei, Bastiat explica que, se as classes privilegiadas ou os socialistas usam o governo para a “espoliação legal”, isso encorajaria outras classes socioeconômicas a usar também a “espoliação legal”, e que a correta resposta para os socialistas e corporativistas é cessar essa prática. Bastiat também explica em A Lei porque que a lei não pode defender a vida, liberdade e a propriedade se ela promove políticas socialistas. Quando usada para obter “espoliação legal” de qualquer grupo, ele diz, a lei é pervertida e se volta contra as únicas coisas (vida, liberdade e propriedade) que ela deve defender.  
Bastiat também foi um forte defensor do livre comércio. Ele “foi inspirado por e rotineiramente correspondia com Richard Cobden e a Liga Inglesa Anti Lei de Corn e trabalhou com associações de livre comércio na França.”
Devido a sua ênfase no papel da demanda do consumidor em iniciar progressos econômico, Bastiat tem sido descrito por Mark Thornton, Thomas DiLorenzo, e outros economistas como um precursor da Escola Austríaca. Em seu Harmonias Econômicas, Bastiat afirma que,
| “ | Nós não podemos duvidar que o autointeresse é o principal motivo da natureza humana. Deve ser claramente compreendido que essa palavra é usada aqui para designar um incontestável facto universal, resultante da natureza do homem, e não um julgamento hostil, como seria a palavra egoísmo. | ” |

Thornton postula que Bastiat, através da adoção dessa posição sobre as motivações da ação humana, demonstra um nítido “sabor austríaco.”
Uma das mais importantes contribuições de Bastiat para o campo da economia foi sua advertência para o efeito que boas decisões econômicas podem ser feitas apenas tendo em conta o “quadro completo”. Isto é, não se deve tomar conclusões sobre decisões econômicas observando apenas as consequências imediatas- isto é, benefícios ou malefícios – mas também examinando as consequências a longo prazo. Adicionalmente, alguém deve examinar o efeito da decisão não apenas sobre um grupo de pessoas ou uma indústria, mas sobre todas as pessoas e indústrias na sociedade como todo. Como famosamente Bastiat pôs, um economista deve ter em conta “O que se vê e o que não se vê.” Essa “regra” de Bastiat foi posteriormente exposta e desenvolvida por  Henry Hazlitt em seu trabalho Economia numa única lição onde Hazlitt pegou emprestado a Falácia da janela quebrada de Bastiat e demonstrou como ela se aplica em uma ampla variedade de mentiras econômicas.
Bastiat foi autor de varias obras nas áreas de economia e politica, que em geral eram caracterizadas por sua organização clara, linguagem simples, e um humor genial. Entre alguns de seus trabalhos mais conhecidos, está "Sofismas Econômicos", "O que se vê e o que não se vê", e o mais famoso "A Lei". Todos contêm fortes ataques que opõem regulamentos e legislações estatais.

## Obras
- Tome premier, Correspondance, mélanges
- Tome deuxième, Le libre-échange
- Tome troisième, Cobden et la Ligue ou L'agitation anglaise pour la liberté des échanges
- Tome quatrième, Sophismes économiques. Petits pamphlets. I |4=Contient: Sophismes économiques; Propriété et loi;Justice et fraternité; L'État; La Loi; Propriété et spoliation; Baccalauréat et socialisme; Protectionnisme et communisme
- Tome cinquième, Sophismes économiques. Petits pamphlets. II |4=Contient : Spoliation et loi; Guerre aux chaires d'économie politique; correspondance avec F. C. Chevé et avec Pierre Joseph Proudhon; Ce qu'on voit et ce qu'on ne voit pas; Abondance; Balance du commerce; Paix et liberté ou le budget républicain; Discours sur l'impôt des boissons; Discours sur la répression des coalitions industrielles ; Réflexions sur l'amendement de M. Mortimer-Ternaux; Incompatibilités parlementaires
- Tome sixième, Harmonies économiques